# Imane Boukharta
Imane Boukharta (née le 15 mars 1992 à Pessac) est une athlète française, spécialiste du 800 mètres.

## Biographie
Elle est sacrée championne de France en salle du 800 mètres en 2017.